# Mario Camerini
Mario Camerini (Roma, 6 de febrer de 1895 - Gardone Riviera, 4 de febrer de 1981) va ser un director de cinema italià.
Nascut a Roma fill de Camillo, conegut socialista, advocat, originari de L'Aquila, i de Laura Genina, d'una família de classe alta, va començar a treballar al cinema l'any 1913 com a guionista. Posteriorment va esdevenir assistent de direcció de Roberto Roberti a qui es va vincular profundament, convertint-se en el futur en el padrí del seu fill Sergio Leone.
Després del seu debut com a director amb Jolly (1923), Camerini va cridar l'atenció del públic i de la crítica, a finals dels anys vint, amb algunes pel·lícules mudes com Kif Tebbi (1928) i sobretot Rotaie (1929), una història d'amor dramàtica presentada una mica més tard també a Alemanya amb notable èxit, que va veure el debut de l'actor Guido Celano i que el 1931 va ser redistribuït en versió sonora.
El 1932 va dirigir un jove i debutant Vittorio De Sica a Gli uomini, che mascalzoni..., una comèdia sentimental educada i captivadora amb un ambient de classe mitjana-baixa que a la que van seguir quatre pel·lícules del mateix gènere, sempre ambientades en el món de la classe mitjana baixa, com ara Darò un milione (1935), Ma non è una cosa seria (1936), Il signor Max (1937) i I grandi magazzini (1939), gairebé totes interpretades per la parella Vittorio De Sica - Assia Noris. Aquesta última, d'origen rus, esdevingué esposa del director en aquells anys (1940-1943).
Camerini es va permetre una digressió cap a la comèdia de farsa amb Il cappello a tre punte (1934), amb Eduardo i Peppino De Filippo i uns de cinema de propaganda feixista amb Il grande appello (1936), amb Camillo Pilotto i Roberto Villa, sobre les conquestes africanes de feixisme, una pel·lícula que després el director va repudiar, declarant que lamentava haver-la fet.
A més de les comèdies romàntiques-burgeses del gènere telefoni bianchi (de les quals va ser el director més representatiu), Camerini també va experimentar admirablement altres gèneres com el melodrama sentimental, amb la pel·lícula T'amerò sempre, rodat en dues versions: la primera del 1933 amb Elsa De Giorgi, Nino Besozzi i Mino Doro, i la segona del 1943 con Alida Valli, Gino Cervi i Antonio Centa, i amb pel·lícules de costums , entre les quals destaquen Una romantica avventura (1940) amb Assia Noris, Gino Cervi i Leonardo Cortese, i sobretot la versió cinematogràfica de I promessi sposi (1941), amb Gino Cervi i Dina Sassoli, que va ser una de les pel·lícules de més èxit del cinema italià de l’era feixista.
Després de la guerra va continuar dirigint comèdies romàntiques, melodrames sentimentals i pel·lícules mitològiques i d'aventures, com ara La figlia del capitano (1947), basada en la novel·la homònima de Puixkin, amb Amedeo Nazzari i Irasema Dilian, i la superproducció Ulisses (1954), extreta de lOdissea d’ Homer i protagonitzada per Kirk Douglas, Silvana Mangano i Anthony Quinn, que va ser l’èxit de la taquilla a Itàlia de la temporada 1954-1955.
El seu darrer treball és del 1972, un episodi de la sèrie de Don Camillo (Don Camillo e i giovani d'oggi) amb Gastone Moschin, després de la qual cosa es va retirar de la direcció.
Va morir l'any 1981, dos dies abans del seu 86è aniversari, deixant la seva dona Tulli Hruska, es va casar l'any 1946, i les seves dues filles, Laura i Anna Maria.

## Filmografia

### Director
- Jolly, clown da circo (1923)
- La casa dei pulcini (1924)
- Voglio tradire mio marito (1925)

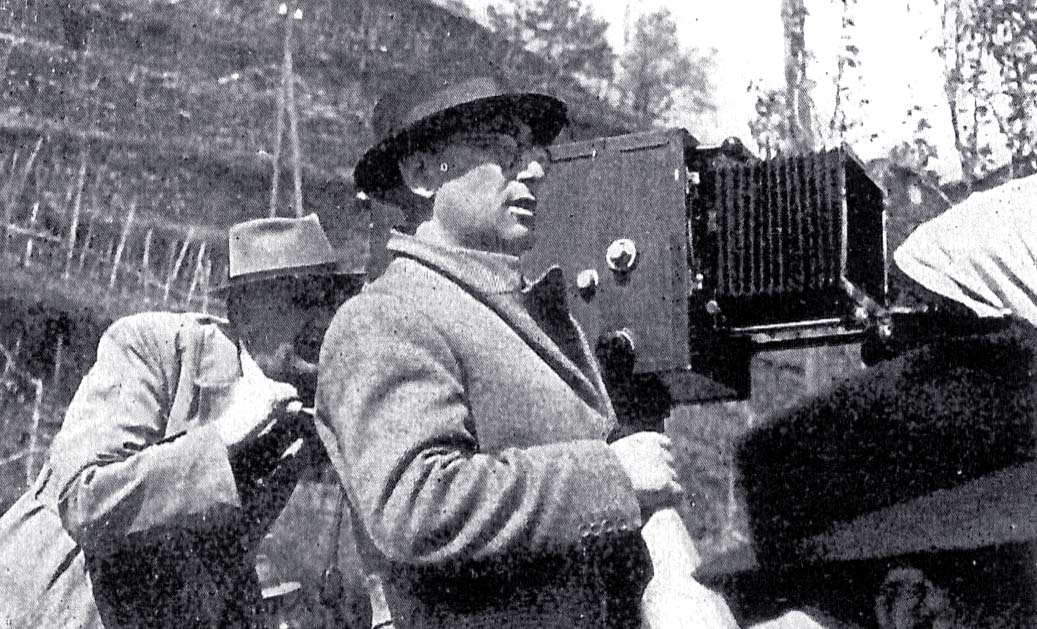
Mario Camerini amb Anchise Brizzi durant una presa externa de I promessi sposi del 1941

- Saetta principe per un giorno (1925)
- Maciste contro lo sceicco (1926)
- Kif Tebbi (1928)
- Rotaie (1929) versions muda i sonora
- La riva dei bruti (1931)
- Figaro e la sua gran giornata (1931)
- L'ultima avventura (1932)
- Gli uomini, che mascalzoni... (1932)
- Cento di questi giorni, co-regia con Augusto Camerini (1933)
- Giallo (1933)
- T'amerò sempre (1933)
- Come le foglie (1934)
- Il cappello a tre punte (1934)
- Darò un milione (1935)
- Il grande appello (1936)
- Ma non è una cosa seria (1936)
- Il signor Max (1937)
- Der Mann, der nicht nein sagen kann (1938)
- Batticuore (1939)
- Il documento (1939)
- I grandi magazzini (1939)
- Centomila dollari (1940)
- Una romantica avventura (1940)
- I promessi sposi (1941)
- Una storia d'amore (1942)
- T'amerò sempre (1943)
- Due lettere anonime (1945)
- L'angelo e il diavolo (1946)
- La figlia del capitano (1947)
- Molti sogni per le strade (1948)
- Il brigante Musolino (1950)
- Due mogli sono troppe (1950)
- Moglie per una notte (1952)[3]
- Gli eroi della domenica (1952)
- Ulisse (1954)
- La bella mugnaia (1955)
- Suor Letizia - Il più grande amore (1956)
- Vacanze a Ischia (1957)
- Primo amore (1959)
- Crimen (1960)
- Via Margutta (1960)
- I briganti italiani (1961)
- Kali Yug, la dea della vendetta (1963)
- Il mistero del tempio indiano (1963)
- Delitto quasi perfetto (1966)
- Io non vedo, tu non parli, lui non sente (1971)
- Don Camillo e i giovani d'oggi (1972)

### Guionista
- Le mani ignote, dirigida per Enrique Santos - argument (1913)
- Tre meno due, dirigida per Augusto Camerini (1920)
- L'altra razza, dirigida per Augusto Camerini (1920)
- Stasera alle undici, dirigida per Oreste Biancoli (1937)
- Der Mann, der nicht nein sagen kann, dirigida per Mario Camerini (1938)
- Guerra i pau, dirigida per King Vidor (1956)

### Ajudant de direcció
- Moglie e marito, dirigida per Augusto Genina (algunes escenes foren rodades per Camerini) (1921)
- Cirano di Bergerac, dirigida per Augusto Genina (algunes escenes foren rodades per Camerini) (1922)
- Jolly, clown da circo, dirigida per Amleto Palermi (1923)
- International Gran Prix, dirigida per Amleto Palermi (1924)